# Macromia beijingensis
Macromia beijingensis är en trollsländeart som beskrevs av Zhu och Chen 2005. Macromia beijingensis ingår i släktet Macromia och familjen skimmertrollsländor. Inga underarter finns listade i Catalogue of Life.